# Colonia Roma
Colonia Roma è il nome che venne dato al quartiere residenziale che ebbe origine agli inizi del XX secolo in una zona ubicata nel centro di Città del Messico.

## Descrizione
Questa zona è delimitata a nord dall'Avenida Chapultepec, a est dall'Avenida Cuauhtemoc, a sud dall'Avenida Coahuila, dall'Avenida de los Insurgentes, la Colonia Condesa e il Parque España, a sud-est dall'Avenida Veracruz. La Colonia Roma venne fondata durante il primo decennio del XX secolo, divenendo ben presto un quartiere per le classi benestanti della città, che costruirono sontuosi palazzi; gran parte di questi però vennero demoliti quando la colonia perse importanza e cedette il posto ad altre zone che in quel periodo erano più moderne e confortevoli (come accadde per la stessa Colonia Roma all'inizio del suo sviluppo). Attualmente la Colonia Roma vive un processo di rinascita che la sta rendendo uno dei luoghi più attrattivi della capitale del Messico. Il film Roma del regista Alfonso Cuarón racconta Colonia Roma negli anni '70.